# 27525 Вартовка
27525 Вартовка (27525 Vartovka) — астероїд головного поясу, відкритий 29 квітня 2000 року.
Тіссеранів параметр щодо Юпітера — 3,601.